# مفارقة الغراب
مفارقة الغراب وتعرف أيضاً باسم مفارقة هيمبل أو غراب هيمبل وهي مفارقة تنتج من السؤال عما يمكن أن يكون دليلاً لقضية ما. عند ملاحظة أشياء ليست سوداء وليست غراباً يمكن أن تزيد احتمالية أن تكون كل الغربان سوداء، على الرغم من أن هذه الملاحظات قد تبدو غير مترابطة بشكل بديهي.
اقترح عالم المنطق كارل هيمبل هذه المفارقة في عام 1940 ليبين التناقض بين المنطق الاستقرائي والبديهية. من المشكلات المتعلقة بهذا مشكلة الاستقراء والفجوة بين الاستقراء والاستنباط.